# Pandora Papers

Internationaal Consortium van Onderzoeksjournalisten.

De Pandora Papers is een grote verzameling van 11,9 miljoen vertrouwelijke financiële documenten die op 3 oktober 2021 naar de pers gelekt werd. Een groot deel van de documenten bevat onschuldige transacties, maar de eigenaren van 95.000 offshorebedrijven, 35 staatshoofden en regeringsleiders, meer dan 330 politici en hoge ambtenaren, 130 miljardairs, beroemdheden en criminelen werden ook genoemd. De naam verwijst naar de doos van Pandora uit de Griekse mythologie. De strafbare delen van de documenten lieten onder andere verborgen kapitaal en witwassen zien. Ook lieten de papers vele offshoreconstructies zien. Dergelijke constructies in belastingparadijzen kunnen opgezet worden om belastingen te ontduiken of te vermijden, of om beleggingen verborgen te houden voor het publiek. 
Met het publiceren van de papers is op 3 oktober 2021 begonnen door het Internationaal Consortium van Onderzoeksjournalisten (ICIJ). Aan het onderzoek werkten 600 journalisten uit 117 landen mee. In tegenstelling tot de Panama Papers zijn de gegevens ditmaal niet afkomstig uit één enkele bron, maar van 14 financiële dienstverleners en advocatenbureaus.

## Bekende personen genoemd in de Pandora Papers

### Internationaal
- Koning Abdoellah II van Jordanië - vergaarde 81 miljoen euro aan Britse en Amerikaanse eigendommen.
- De Britse oud-premier Tony Blair - bespaarde 364.000 euro bij de aankoop via een brievenbusvennootschap van een Victoriaans pand in Londen ter waarde van 7,53 miljoen euro.[3]
- De Azerbeidzjaanse presidentiële  familie - vergaarde 400 miljoen in het Verenigd Koninkrijk.
- De Keniaanse presidentiële familie Kenyatta - bezat jarenlang een wereldwijd netwerk van 13 offshorebedrijven.
- De Tsjechische premier Andrej Babiš - bezit  brievenbusvennootschappen waarmee in Zuid-Frankrijk twee villa's werden gekocht ter waarde van 15 miljoen euro.[3]
- De Oekraïense president Volodymyr Zelensky - droeg in 2019 net voor het winnen van de verkiezingen een geheim offshorebedrijf over.
- De Cypriotische president Nikos Anastasiadis - gaf bedachte namen van eigenaren van offshorebedrijven op.
- De Ecuadoraanse president Guillermo Lasso.
- Een medewerker van de Russische president Vladimir Poetin - in verband gebracht met geheime valuta in Monaco.

### België
In België zou het gaan over 1217 Belgen die opduiken in de gelekte documenten over geheime offshoreconstructies. De Belgen uit de Pandora Papers zijn afkomstig uit diverse sectoren maar de diamantenhandel springt er bovenuit. Minstens vijftig diamantairs gelinkt aan België duiken op in de Pandora Papers. Onder hen ook Dilip Mehta, ex-topman van Rosy Blue, de nummer één van de Belgische diamantsector.

### Nederland
De Nederlandse minister van Financiën Wopke Hoekstra en de president-commissaris van ABN Amro Tom de Swaan - belegden in een Afrikaans safaribedrijf via een  brievenbusvennootschap op de Maagdeneilanden.